# Gorica Valpovačka
Gorica Valpovačka (1900-ig Gorica) falu Horvátországban, Eszék-Baranya megyében. Közigazgatásilag Belistyéhez tartozik.

## Fekvése
Eszéktől légvonalban 27, közúton 32 km-re északnyugatra, községközpontjától légvonalban 6, közúton 8 km-re délnyugatra, a Szlavóniai-síkságon, a Vučica bal partján fekszik. Mintegy 60 háza az egyetlen utca, a főutca mentén sorakozik.

## Története
A 19. század elején keletkezett Gorica-puszta néven mezőgazdasági majorként a Prandau család birtokán, a valpói uradalom területén. 1869-től számítják önálló településnek. A 19. század végén és a 20. század elején Likából horvát, Dél-Magyarországról magyar családok települtek ide a környező földek megművelésére. 1880-ban 40, 1910-ben 41 lakosa volt. Verőce vármegye Eszéki járásához tartozott. Az 1910-es népszámlálás adatai szerint lakosságának 80%-a horvát, 20%-a magyar anyanyelvű volt. A település az első világháború után az új szerb-horvát-szlovén állam, majd később (1929-ben) Jugoszlávia része lett. A két világháború között az 1920-as években a Bilo-hegységben fekvő Velika Peratovicából szerb családok települtek ide, míg Alsómiholjác környékéról több horvát család telepedett le itt. A második világháború idején a maradék magyar lakosságot elüldözték. A háború után Likából és a horvát Zagorje vidékéről újabb horvátok érkeztek a településre. 1991-ben lakosságának 75%-a horvát, 15%-a szerb nemzetiségű volt. 2011-ben 165 lakosa volt.

## Lakossága
| Lakosság változása | Lakosság változása | Lakosság változása | Lakosság változása | Lakosság változása | Lakosság változása | Lakosság változása | Lakosság változása | Lakosság változása | Lakosság változása | Lakosság változása | Lakosság változása | Lakosság változása | Lakosság változása | Lakosság változása | Lakosság változása |
| ------------------ | ------------------ | ------------------ | ------------------ | ------------------ | ------------------ | ------------------ | ------------------ | ------------------ | ------------------ | ------------------ | ------------------ | ------------------ | ------------------ | ------------------ | ------------------ |
| 1857               | 1869               | 1880               | 1890               | 1900               | 1910               | 1921               | 1931               | 1948               | 1953               | 1961               | 1971               | 1981               | 1991               | 2001               | 2011               |
| 0                  | 0                  | 40                 | 61                 | 100                | 41                 | 83                 | 176                | 204                | 216                | 183                | 168                | 211                | 205                | 186                | 165                |

(1869-ben lakosságát Bocanjevcihez számították.)

## Gazdaság
A faluban egy bikatelep, három családi gazdaság és két iparos található. A lakosság legnagyobb része kisebb-nagyobb részben mezőgazdasággal foglalkozik.

## Nevezetességei
A Nagyboldogasszony tiszteletére szentelt római katolikus temploma 1994-ben épült. A bocanjevci plébániához tartozik. Közelében egy kis pravoszláv kápolna is áll Szent Petka képével, melyet a helyi szerbek állítottak.